# 메탈 기어 (비디오 게임)
메탈 기어(Metal Gear)는 1987년 코나미가 MSX2 컴퓨터용으로 일본과 유럽 일부 지역에 처음 출시한 군사 액션 어드벤처 비디오 게임이다. 스텔스 게임 장르를 보급한 게임을 간주되며 고지마 히데오가 온전히 개발에 참여한 첫 번째 비디오 게임이다. 고지마 히데오는 메탈 기어 시리즈의 게임 대부분을 감독했다. 재작업이 이루어진 게임 이식판이 수개월 뒤 패미컴용으로 출시되었으며 이는 이후 2년에 걸쳐 NES 국제 시장에 출시된 것이다. 이 버전은 고미자가 관여하지 않고 개발된 버전으로, 레벨 디자인 및 기타 변화가 상당 부분 변화되었다.